# Porto Velho (stad)
Porto Velho is de hoofdstad in de deelstaat Rondônia in het westen van Brazilië. In 2022 waren er 460.413 inwoners.
De belangrijkste economische activiteit in de regio is het ontginnen van cassiteriet. De stad is dan ook een belangrijke plaats voor het verhandelen van deze tin-oxide. Porto Velho ligt aan de rivier de Madeira (een zijrivier van de Amazone). Op 2 oktober 1914 werd de stad door pioniers gesticht, tijdens het bouwen van een spoorweg.

## Aangrenzende gemeenten
De gemeente grenst aan Alto Paraíso, Buritis, Candeias do Jamari, Cujubim, Itapuã do Oeste, Machadinho d'Oeste, Nova Mamoré, Acrelândia (AC) en Canutama (AM), Humaitá (AM) en Lábrea (AM). 

### Landsgrens
En met als landsgrens aan de gemeente Nueva Esperanza en Santos Mercado in de provincie Federico Román in het departement Pando met het buurland Bolivia.

## Geboren in Porto Velho
- José Bustani (1945), diplomaat
- Carlos Ghosn (1954), ex-topbestuurder, o.a. van Renault
- Mic Gomes (1982) Youtuber